# Lecanorchis
Lecanorchis,  es un género   de orquídeas de hábitos terrestres. Se compone de unas 18 especies dispersadas por el sudeste de Asia, sin embargo, la mayoría están concentrados en  Honshu, de Japón, que se considera el centro de dispersión. 

## Descripción
Las plantas son delgadas, sin hojas, con tallos muy delicados, con colores oscuros o negro. Tiene pocas flores y no se abren muy bien. Las semillas de este género son únicas entre las orquídeas porque muestran dos largas extensiones que sobresalen del cuerpo de la semilla. Todas estas características hacen estas plantas poco deseables y muy difíciles de cultivar. La especie tipo es  Lecanorchis javanica descrita por Blume en 1856.

## Distribución y hábitat
Por lo general viven en bosques siempreverdes por debajo de los 1.500 m de altitud. Las plantas son de hábitos terrestres, monopodiales, saprofitas, intermedio entre Epistephium y Vanilla, de los cuales fácilmente se distingue por no sintetizar la clorofila o efectuar la fotosíntesis. Obtienen sus nutrientes a través de simbiosis con hongos existentes en el material orgánico en descomposición depositados en el suelo de los bosques. 

## Especies deLecanorchis
- Lecanorchis amethystea Y.Sawa, Fukunaga & S.Sawa (2006)
- Lecanorchis bicarinata Schltr. (1922)
- Lecanorchis brachycarpa [8Ohwi.]] (1938)
- Lecanorchis ciliolata J.J.Sm. (1929)
- Lecanorchis flavicans Fukuy. (1942)
- Lecanorchis japonica Blume (1856)
- Lecanorchis javanica Blume (1856) - especie tipo
- Lecanorchis kiusiana Tuyama (1955)
- Lecanorchis malaccensis Ridl. (1893)
- Lecanorchis multiflora J.J.Sm. (1918)
- Lecanorchis neglecta Schltr. (1911)
- Lecanorchis nigricans Honda (1931)
- Lecanorchis seidenfadenii Szlach. & Mytnik (2000)
- Lecanorchis sikkimensis N.Pearce & P.J.Cribb (1999)
- Lecanorchis suginoana (Tuyama) Seriz. (2005)
- Lecanorchis thalassica T.P.Lin (1987)
- Lecanorchis vietnamica Aver. (2005)
- Lecanorchis virella T.Hashim. (1989)